# Aeroporto de Santiago-Rosalía de Castro
O Aeroporto de Santiago-Rosalía de Castro (IATA: SCQ, ICAO: LEST), também conhecido como Aeroporto de Lavacolla, é um aeroporto internacional que serve a cidade de Santiago de Compostela e toda a região da Galiza, Espanha. Com 2,9 milhões de passageiros (2019), é o aeroporto mais movimentado da Galiza e o segundo do norte de Espanha. 
Localiza-se no lugar de Lavacolla, a 8,5 km a leste de Santiago de Compostela. Está conectado com a cidade através da autoestrada A-54 e da estrada N-547, que ligam Santiago  a Lugo. Dispõe de uma ligação por autocarro ao centro da cidade e à sua estação de comboios, integrada no Eixo Atlântico de Alta Velocidade, que a liga às principais cidades galegas.
O Caminho Francês de Santiago passa nas imediações do aeroporto.
Foi inaugurado no ano de 1932, tendo um novo terminal de passageiros sido construído no ano de 2011. 
É utilizado pelas companhias Iberia, Air Europa, Lufthansa, Swiss International Air Lines, Aer Lingus, Vueling, Ryanair e EasyJet.